# Janasszi
Janasszi az ókori egyiptomi hükszosz XV. dinasztia hercege volt, Hian legidősebb fia és valószínűleg kijelölt örököse; Hian halála után azonban I. Apepi került trónra, akit emiatt trónbitorlónak tartanak.

## Említései
Annak ellenére, hogy a hosszú ideig uralkodó Hian fia volt, Janasszit szkarabeuszok nem említik, csak egy sérült sztélé (Egyiptomi Múzeum, TD-8422 [176]) Tell ed-Daba'-ából, ahol az egykori hükszosz főváros, Avarisz állt. A sztélén, melyet az Avarisz uraként említett Széth istennek szenteltek, Hian legidősebb fiának nevezik.
Egy további, bár nem kortárs említése szerepel Josephus Contra Apionem című művében, melyben állítása szerint Manethónt idézi, mikor egy Iannasz (Iαννας) nevű királyt említ a XV. dinasztia uralkodói között, Sziaan (Hian nevének görög formája) helyett, majd 51 év és egy hónap uralkodási időt tulajdonít neki. Ez a név lehet, hogy Janasszi nevének eltorzított formája. Amennyiben ez igaz, úgy Manethón királynak tekintette Janasszit, a tudomány mai állása szerint azonban Hiant közvetlenül Apepi követte. Valószínűbb, hogy Manethón eredeti szövegében Iannasz/Janasszi, valamint Sziaan/Hian nevét is említették, és Josephus tévesen választotta előbbit az utóbbi helyett.

## Fordítás
- Ez a szócikk részben vagy egészben  a   Yanassi című angol Wikipédia-szócikk ezen változatának fordításán alapul.  Az eredeti cikk szerkesztőit annak laptörténete sorolja fel. Ez a jelzés csupán a megfogalmazás eredetét és a szerzői jogokat jelzi, nem szolgál a cikkben szereplő információk forrásmegjelöléseként.